# 前嶋和弘
前嶋 和弘（まえしま かずひろ、1965年 - ）は、日本の政治学者。上智大学総合グローバル学部教授。専門はアメリカ現代政治。

## 来歴
静岡県生まれ。静岡県立浜北西高等学校、上智大学外国語学部英語学科卒業後、中日新聞記者を経て渡米。1997年、ジョージタウン大学大学院政治修士課程を修了（MA）。2007年、メリーランド大学大学院政治学博士課程を修了（Ph.D.）。敬和学園大学人文学部専任講師・助教授（准教授）、文教大学人間科学部准教授などを経て、2014年より上智大学総合グローバル学部で教鞭を執る。同大では総合グローバル学部において「アメリカとグローバル化」、「アメリカ研究」、「アメリカ政治外交」、「アメリカ政治外交演習」などの授業を担当。また、2018年度より総合グローバル学科長。2022年から2024年までアメリカ学会会長を務めた。
日本語による書籍の単著は1冊、共編著は5冊、分担執筆を担当した書籍は13。論文は61（そのうち査読付論文は7点）。英語による共編著1、論文は4（そのうち査読付論文はなし）。

## 著書
- 『アメリカ政治とメディア：政治のインフラから政治の主役になるマスメディア』（単著、北樹出版、2011年）[2]
- 『オバマ後のアメリカ政治：2012年大統領選挙と分断された政治の行方』（共編著、東信堂、2014年）[2]
- 『ネット選挙が変える政治と社会：日米韓における新たな「公共圏」の姿』（共編著、慶應義塾大学出版会、2013年）[2]
- 『インターネットが変える選挙 : 米韓比較と日本の展望』（共編著、慶應義塾大学出版会、2010年）
- 『オバマ政権はアメリカをどのように変えたのか』（共編著、東信堂、2014年）
- 『2008年アメリカ大統領選挙 : オバマの当選は何を意味するのか』 （共編著、東信堂、2009年）
- Internet Election Campaigns in the United States, Japan, South Korea, and Taiwan Editors: Kiyohara, Shoko, Maeshima, Kazuhiro, Owen, Diana (Eds.) Palgrave,2018

## 出演

### テレビ番組
- 教えて ニュースライブ 正義のミカタ（朝日放送）
- スッキリ！（日本テレビ）- 2018年3月12日
- ワイド！スクランブル（テレビ朝日）- 2018年4月23日
- そこまで言って委員会NP（読売テレビ）- 2017年10月15日
- ビートたけしのTVタックル（テレビ朝日）- 2017年10月22日
- 日経プラス10（BSジャパン）- 2017年12月21日
- 日曜スクープ（BS朝日）- 2017年11月19日
- 週刊報道 LIFE（BS-TBS）- 2017年11月12日
- 新報道2001（フジテレビ）- 2018年2月18日
- 日曜討論（NHK総合）- 2018年1月14日
- BSフジLIVE プライムニュース（BSフジ）- 2018年1月18日
- 深層NEWS（BS日テレ）- 2017年11月20日
- 報道ライブ INsideOUT（BS11）- 2018年3月14日
- ひるおび!（TBSテレビ）

### ウェブ番組
- ビデオニュース・ドットコム
- エアレボリューション（ニコニコ生放送）- 2023年6月22日

### ラジオ
- 斉藤一美 ニュースワイドSAKIDORI!（文化放送）- 2017年6月9日
- 飯田浩司のOK! Cozy up!（ニッポン放送）
- 大竹まこと ゴールデンラジオ!（文化放送）- 2022年11月16日